# Robert Goguen
Pour l’article homonyme, voir Goguen.
Robert Goguen (né le 24 janvier 1957) est un homme politique canadien du Nouveau-Brunswick. Il est élu député fédéral de la circonscription de Moncton—Riverview—Dieppe lors de l'Élection fédérale canadienne de 2011 et a siégé à la Chambre des communes du Canada en tant que conservateur.